# Головище (Курська область)
Головище (рос. Головище) — село в Горшеченському районі Курської області Російської Федерації.
Населення становить 130 осіб. Входить до складу муніципального утворення Середньоапоченська сільрада.

## Історія
Населений пункт розташований на території українського етнічного та культурного краю Східна Слобожанщина.
Від 2004 року входить до складу муніципального утворення Середньоапоченська сільрада.

## Населення
| 2002 | 2010 |
| ---- | ---- |
| 209  | ↘130 |